# Mallersdorf-Pfaffenberg
Mallersdorf-Pfaffenberg é um município da Alemanha, situado no distrito de Straubing-Bogen, no estado da Baviera. Tem 72,61 km² de área, e sua população em 2019 foi estimada em 6.977 habitantes.